# Lluïsa Enriqueta de Nassau-Saarbrücken
Lluïsa Enriqueta de Nassau-Saarbrücken (en alemany Louise von Nassau-Saarbrücken) va néixer a Saarbrücken (Alemanya) el 6 de desembre de 1705 i va morir a Gedern el 28 d'octubre de 1766. Era filla del comte Lluís (1663-1713) i de Felipa Enriqueta de Hohenlohe-Langenburg (1679-1751).

## Matrimoni i fills
El 22 de setembre de 1719 es va casar a St. Lorenz (Schwaben) amb Frederic Carles de Stolberg-Gedern (1693-1767), fill del comte Lluís Cristià (1652-1710) i de la princesa Cristina de Mecklenburg-Gustrow (1663-1749). D'aquest matrimoni en nasqueren:
- Lluís Cristià (1720-1770)
- Gustau Adolf (1722-1757)
- Cristià Carles (1725-1764), casat amb Elionor Reuss de Lobenstein (1736-1782).
- Carolina (1731-1796), casada amb Cristià Albert de Hohenlohe-Langenburg (1726-1789)